# Bill Gold
Pour les articles homonymes, voir Gold.
William Gold, dit Bill Gold, né le 3 janvier 1921 à Brooklyn et mort le 20 mai 2018 à Greenwich (Connecticut), est un artiste américain, auteur de plusieurs milliers d’affiches de cinéma. En 70 ans de carrière, Bill Gold a collaboré avec les plus grands réalisateurs de cinéma des Etats-Unis, comme Laurence Olivier, Clint Eastwood, Alfred Hitchcock, Stanley Kubrick, Elia Kazan, ou Ridley Scott. Il crée sa première affiche pour Yankee Doodle Dandy (1942) de Michael Curtiz, et clôture sa carrière avec l’affiche pour J. Edgar (2011) de Clint Eastwood. Parmi ses créations les plus célèbres, on retiendra notamment les affiches pour Casablanca (1942) de Michael Curtiz, The Exorcist (1973) de William Friedkin, ou The Sting (1973) de George Roy Hill.

## Biographie
William Gold naît le 3 janvier 1921 à Brooklyn ; il est le fils de Rose (née Sachs) et Paul Gold. Il est élève à l’école Samuel J. Tilden High School de Brooklyn, puis obtient une bourse pour étudier l’illustration et le graphisme au Pratt Institute de New York. Il épouse Pearl Damses en 1941. Le couple divorce par la suite. 
Bill Gold épouse Susan Cornfied en 1989. Dans ses dernières années, Bill Gold habite à Stamford (1997), puis Old Greenwich (Connecticut). Il meurt au Greenwich Hospital le 20 mai 2018, à l’âge de 97 ans, de complications liées à la maladie d’Alzheimer.

## Carrière
Bill Gold commence sa carrière en 1941, au département publicitaire de la compagnie Warner Bros. Il crée sa première affiche pour Yankee Doodle Dandy de Michael Curtiz en 1942, suivie de l’affiche pour Casablanca, du même réalisateur. Enrôlé dans l’armée des Etats-Unis, il est affecté à la production de films tutoriels. Démobilisé en 1946, il reprend sa carrière d’affichiste pour Warner Bros., où il devient affichiste principal en 1947.
En 1959, il s’associe avec son frère Charlie Gold, et ils fondent ensembe BG Charles, pour la réalisation de bandes-annonces de cinéma. Charlie gère BG Charles à Los Angeles, Bill à New York. En 1987, Charlie quitte l’affaire et se retire dans le Vermont ; il meurt le 25 décembre 2003.
En 1962, après la dissolution de la cellule new-yorkaise de graphisme par Warner Bros., Gold crée la société Bill Gold Advertising à New York. En 1997, il déménage à Stamford, dans le Connecticut, où il continue à produire des affiches, notamment pour tous les films de Clint Eastwood (qu’il en soit le producteur, le réalisateur et/ou l’acteur).
En 1994, Bill Gold est récompensé par le prix "Lifetime Achievement Award" par le journal The Hollywood Reporter. Il reçoit le prix des mains de Clint Eastwood, lors d’une cérémonie animée par Richard Benjamin.
Il arrête la création d’affiche en 2003 à l’âge de 82 ans ; il réalise néanmoins une dernière affiche en 2011, pour le film J. Edgar de Clint Eastwood.

## Affiches de cinéma
Bill Gold a conçu plus de 2000 affiches de cinéma, essentiellement pour des films produits aux États-Unis ; dans de nombreux cas, Bill Gold s’est vu confier le projet éditorial et la conception des supports publicitaires du film (« poster design ») qui peuvent se décliner en de nombreux formats et aussi pour la publicité en dehors des États-Unis (que ce soit sous forme d’affiches, de programmes, d’encarts dans la presse, de disques vinyle ou CD-roms et cassettes vidéos, etc). Le concepteur peut créer la totalité du projet ou s’associer à des créateurs graphiques, notamment des dessinateurs, qu’on peut donc considérer comme co-auteurs de l’œuvre graphique finale. 

### Années 1940
- 1942 :
  - Casablanca, de Michael Curtiz
  - Yankee Doodle Dandy, de Michael Curtiz
- 1946 :
  - Night and Day, de Michael Curtiz
  - The Big Sleep, de Howard Hawks
- 1947 : Escape me Never, de Peter Godfrey
- 1948 :
  - Rope, d'Alfred Hitchcock
  - Winter Meeting, de Bretaigne Windust

### Années 1950
- 1951 :
  - A Streetcar Named Desire, d'Elia Kazan
  - Strangers on a Train, d'Alfred Hitchcock
- 1954 :
  - Dial M for Murder, d'Alfred Hitchcock
  - The Silver Chalice, de Victor Saville
- 1955 :
  - East of Eden, d'Elia Kazan
  - Mister Roberts, de John Ford
- 1956 :
  - Baby Doll, d'Elia Kazan
  - Giant, de George Stevens
  - The Lone Ranger, de Stuart Heisler
  - The Searchers, de John Ford
  - The Wrong Man, d'Alfred Hitchcock
- 1957 :
  - A Face in the Crowd, d'Elia Kazan
  - The James Dean Story, de Robert Altman
  - The Pajama Game, de Stanley Donen
  - The Prince and the Showgirl, de Laurence Olivier
  - Top Secret Affair, de H. C. Potter
- 1958 :
  - The Old Man and the Sea, de John Sturges

### Années 1960
- 1961 : Splendor in the Grass, d'Elia Kazan
- 1962 :
  - Gipsy, de Mervyn LeRoy
  - The Music Man, de Morton DaCosta
  - What Ever Happened to Baby Jane?, de Robert Aldrich
- 1964 :
  - My Fair Lady, de George Cukor
  - Robin and the 7 hoods, de Gordon Douglas
  - Sex and the Single Girl, de Richard Quine
- 1966 : Who's Afraid of Virginia Wolf?, de Mike Nichols
- 1967 :
  - Bonnie and Clyde, d'Arthur Penn
  - Camelot, de Joshua Logan
  - Cool Hand Luke, de Stuart Rosenberg
  - The Fox, de Mark Rydell
  - Wait Until Dark, de Terence Young
- 1968 :
  - Barbarella, de Roger Vadim
  - Bullitt, de Peter Yates
  - Funny Girl, de William Wyler
- 1969 :
  - A Dream of Kings, de Daniel Mann
  - The Illustrated Man, de Jack Smight
  - The Wild Bunch, de Sam Peckinpah

### Années 1970
- 1970 :
  - Dorian Gray, de Massimo Dallamano
  - Last of the Mobile Hot Shots, de Sidney Lumet
  - Start the Revolution Without Me, de Bud Yorkin
  - There Was a Crooked Man…, de Joseph L. Mankiewicz
  - There's a Girl in My Soup, de Roy Boulting
  - Woodstock, de Michael Wadleigh
- 1971 :
  - Clockwork Orange, de Stanley Kubrick
  - Diamonds are Forever, de Guy Hamilton
  - Dirty Harry, de Don Siegel
  - Fiddler on the Roof, de Norman Jewison
  - Klute, d'Alain J. Pakula
  - Mc Cabe & Mrs. Miller, de Robert Altman
  - The Go-Between, de Joseph Losey
- 1972 :
  - Deliverance, de John Boorman
  - Joe Kidd, de John Sturges
  - Lady Sings the Blues, de Sidney J. Furie
  - The Cowboys, de Mark Rydell
  - What's Up, Doc?, de Peter Bogdanovich
- 1973 :
  - High Plains Drifter, de Clint Eastwood
  - Magnum Force, de Ted Post
  - O Lucky Man!, de Lindsay Anderson
  - Oklahoma Crude, de Stanley Kramer
  - Scarecrow, de Jerry Schatzberg
  - Steelyard Blues, de Alan Myerson
  - The Exorcist, de William Friedkin
  - The Sting, de George Roy Hill
  - The Way We Were, de Sydney Pollack
- 1974 :
  - 99 and 44/100% Dead, de John Frankenheimer
  - Law and Disorder, de Ivan Passer
  - Mame, de Gene Saks
  - The Front Page, de Billy Wilder
  - The Odessa File, de Ronald Neame
  - The Sugarland Express, de Steven Spielberg
  - The Yakuza, de Sydney Pollack
  - Zandy's Bride, de Jan Troell
- 1975 :
  - Barry Lyndon, de Stanley Kubrick
  - Dog Day Afternoon, de Sidney Lumet
  - Funny Lady, de Herbert Ross
  - Hard Times, de Walter Hill
  - Mahogany, de Berry Gordy
  - Mister Quilp, de Michael Tuchner
  - Rafferty and the Gold Dust Twins, de Dick  Richards
  - Rooster Cogburn, de Stuart Millar
  - Rosebud, de Otto Preminger
  - The Drowning Pool, de Stuart Rosenberg
  - The Great Waldo Pepper, de George Roy Hill
  - The Hindenburg, de Robert Wise
  - The Prisoner of Second Avenue, de Melvin Frank
  - The Return of the Pink Panther, de Blake Edwards
  - The Wilby Conspiracy, de Ralph Nelson
- 1976 :
  - A Matter of Time, de Vincente Minnelli
  - A Star is Born, de Frank Pierson
  - All the President's Men, de Alan J. Pakula
  - Fellini's Casanova, de Federico Fellini
  - Gable and Lombard, de Sidney J. Furie
  - Marathon Man, de John Schlesinger
  - Portnoy et son complexe, de Ernest Lehman
  - The Duchess and the Dirtwater Fox, de Melvin Frank
  - The Enforcer, de James Fargo
  - The Outlaw Josey Wales, de Clint Eastwood
  - The Ritz, de Richard Lester
  - W. C. Field and Me, d'Arthur Hiller
- 1977 :
  - A Piece of the Action, de Sidney Poitier
  - Exorcist II: The Heretic, de John Boorman
  - Fun with Dick and Jane, de Ted Kotcheff
  - Greased Lightning, de Michael Schultz
  - Julia, de Fred Zinnemann
  - Smokey and the Bandit, de Hal Needham
  - The Gauntlet, de Clint Eastwood
  - The Sentinel, de Michael Winner
  - Twilight's Last Gleaming, de Robert Aldrich
- 1978 :
  - Bloodbrothers, de Robert Mulligan
  - California Suite, de Herbert Ross
  - Convoy, de Sam Peckinpah
  - Goin' Coconuts, de Howard Morris
  - Invasion of the Body Snatchers, de Philip Kaufman
  - Movie Movie, de Stanley Donen
  - Same Time, Next Year, de Robert Mulligan
  - The Wiz, de Sidney Lumet
- 1979 :
  - Agatha, de Michael Apted
  - Alien, de Ridley Scott
  - Escape from Alcatraz, de Don Siegel
  - Hair, de Milos Forman
  - Scavenger Hunt, de Michael Schultz
  - The Bell Jar, de Larry Peerce
  - The Great Santini, de Lewis John Carlino
  - The Promise, de Gilbert Cates

### Années 1980
- 1980 :
  - Any Wich Way You Can, de Buddy Van Horn
  - Bronco Billy, de Clint Eastwood
  - Fame, de Alan Parker
  - Heaven's Gate, de Michael Cimino
  - Little Miss Marker, de Walter Bernstein
  - Somewhere in Time, de Jeannot Szwarc
  - The Dogs of War, de John Irvin
  - The Jazz Singer, de Richard Fleischer
  - The Last Married Couple in America, de Gilbert Cates
  - The Long Riders, de Walter Hill
  - The Nude Bomb, de Clive Donner
  - The Stunt Man, de Richard Rush
  - Those Lips, Those Eyes, de Michael Pressman
- 1981 :
  - Clash of the Titans, de Desmond Davis
  - Endless Love, de Franco Zeffirelli
  - For your eyes only, de John Glen
  - Hard Country, de David Greene
  - On Golden Pond, de Mark Rydell
  - The Four Seasons, d'Alan Alda
  - The Funhouse, de Tobe Hooper
- 1982 :
  - Deathtrap, de Sidney Lumet
  - Evil Under the Sun, de Guy Hamilton
  - Firefox, de Clint Eastwood
  - Honkytonk Man, de Clint Eastwood
  - I, the Jury, de Richard T. Heffron
  - My Favorite Year, de Richard Benjamin
- 1983 :
  - Breathless, de Jim  McBride
  - Cross Creek, de Martin Ritt
  - Eddie Macon's Run, de Jeff Kanew
  - Gorky Park, de Michael Apted
  - High Road to China, de Brian G. Hutton
  - Never Say Never Again, de Irvin Kershner
  - Sudden Impact, de Clint Eastwood
  - The Sting II, de Jeremy Kagan
- 1984 :
  - Champions, de John Irvin
  - City Heat, de Richard Benjamin
  - Harry & Son, de Paul Newman
  - Splash, de Ron Howard
  - The River, de Mark Rydell
  - Tightrope, de Richard Tuggle
- 1985 : Pale Rider, de Clint Eastwood
- 1986 :
  - Heartbreak Ridge, de Clint Eastwood
  - Platoon, d'Oliver Stone
- 1987 :
  - Hambuger Hill, de John Irvin
  - Orphans, de Alan J. Pakula
  - The Believers, de John Schlesinger
  - The Untouchables, de Brian De Palma
- 1988 :
  - Bird, de Clint Eastwood
  - Colors, de Dennis Hopper
  - Mississipi Burning, d'Alan Parker
  - Moonwalker, de Jerry Kramer
  - The Accused, de Jonathan Kaplan
  - The Dead Pool, de Buddy Van Horn
- 1989 :
  - Great Balls of Fire!, de Jim  McBride
  - Night Visitor, de Rupert Hitzig
  - Pink Cadillac, de Buddy Van Horn
  - Thelonious Monk: Straight, No Chaser, de Charlotte Zwerin

### Années 1990
- 1990 :
  - Funny About Love, de Leonard Nimoy
  - Reversal of Fortune, de Barbet Schroeder
  - State of Grace, de Phil Joanou
  - The Field, de Jim Sheridan
  - The Rookie, de Clint Eastwood
  - White Hunter Black Heart, de Clint Eastwood
- 1991 :
  - F/X2, de Richard Franklin
- 1992 : Unforgiven, de Clint Eastwood
- 1993 :
  - A Perfect World, de Clint Eastwood
  - In the Line of Fire, de Wolfgang Petersen
- 1995 :
  - The Bridges of Madison County, de Clint Eastwood
  - The Stars Fell on Henrietta, de James Keach
- 1997 : Absolute Power, de Clint Eastwood
- 1999 : True Crime, de Clint Eastwood

### 2000 et après
- 2000 : Space Cowboys, de Clint Eastwood
- 2003 : Mystic River, de Clint Eastwood
- 2011 : J. Edgar, de Clint Eastwood